# عبد الوارث بن سعيد
عبد الوارث بن عبد الصمد بن عبد الوارث بن سعيد بن ذكوان أبو عبيدة التميمي العنبري مولاهم التنوري البصري(102 هـ - 180 هـ)،ثبت من رواة الحديث الثقات، كان فصيحا من أئمة الحديث، وكان من أهل الفضل والنسك، من علماء القراءات ذكره الذهبي ضمن علماء الطبقة الخامسة من حفاظ القرآن. كما ذكره ابن الجزري ضمن علماء القراءات، رمي بالقدر ولم يثبت عنه من الثامنة مات سنة ثمانين ومائة.

## قراءته
قرأ «القرآن» وجوّده على «أبي عمرو بن العلاء» البصري، الإمام الثالث من أئمة القراءات. كما قرأ أيضا على «حميد بن قيس المكي».
وأخذ عبد الوارث في الإقراء، فقرأ عليه عدد كثير منهم: ابنه «عبد الصمد» وبشر بن هلال، ومحمد بن عمر القصبي، وأبي الربيع الزهراني، وأحمد ابن أبي عمر القرشي، وعمران بن موسى القزاز، وعون بن الحكم، وآخرون.

## روايته للحديث النبوي
- حدث عن يزيد الرشك، وأيوب السختياني ، وأيوب بن موسى، وشعيب بن الحبحاب ، والجعد أبي عثمان ، وعمرو بن عبيد ، وداود بن أبي هند ، والجريري، وعبد العزيز بن صهيب ، وعبد الله بن أبي نجيح ، وعلي بن زيد ، وعمرو بن دينار القهرمان، ومحمد بن جحادة، وسليمان التيمي ، وأبي عمرو بن العلاء ، وسعيد بن أبي عروبة ، وعدة .
- حدث عنه : ولده عبد الصمد ، وأبو معمر عبد الله بن عمرو المقعد، وهو راوية كتبه، ومسدد بن مسرهد ، وقتيبة بن سعيد ، وبشر بن هلال، وعبيد الله بن عمر القواريري، وعلي بن المديني ، وخلق سواهم.[7]

## أقوال العلماء فيه
الجرح والتعديل
- قال أبو حاتم الرازي : صدوق، يعد من الثقات هو أثبت من حماد بن سلمة.
- قال أبو زرعة الرازي : ثقة ومرة: ذكره في أسامي الضعفاء.
- قال أحمد بن حنبل : كان أصح الناس حديثا عن حسين المعلم وكان صالح الحديث.
- قال أحمد بن شعيب النسائي : ثقة ثبت.
- قال أحمد بن صالح الجيلي : ثقة.
- قال ابن حجر العسقلاني : ثقة ثبت رمي بالقدر ولم يثبت عنه، ومرة: من مشاهير المحدثين ونبلائهم، واحتج به الجماعة.
- قال الذهبي : حافظ ثبت صالح لكنه قدري.
- قال زكريا بن يحيى الساجي : ما وضع منه إلا القدر قلت يحتمل أنه رجع عنه بل الذي اتضح لي أنهم اتهموه به لأجل ثنائه على عمرو بن عبيد فإنه كان يقول لولا أنني أعلم أنه صدوق ما حدثت عنه، ونقل عن عبد الوارث قوله ما رأيت الاعتزال قط.
- قال شعبة بن الحجاج : تعرف الإتقان في قفاه.
- قال عبد الصمد بن عبد الوارث العنبري : مكذوب على أبي وما سمعت منه يقول في القدر قط شيئا.
- قال علي بن المديني : ثبت.
- قال محمد بن سعد كاتب الواقدي : ثقة حجة.
- قال محمد بن عبد الله المخرمي : ثقة.
- قال محمد بن عبد الله بن نمير : ثقة.
- قال يحيى بن معين : ثقة إلا أنه يرى القدر ويظهره، ومرة: لم يكتب عن أيوب حرفا قط إلا بعد ما مات أيوب، يعني أنه حفظها وهو حي.